# Huwara
Huwara (ou Huwwara ) est une ville de Palestine situé en Cisjordanie dans le gouvernorat de Naplouse.
Sa population était de 7 500 habitants en 2024.

## Colonisation israélienne

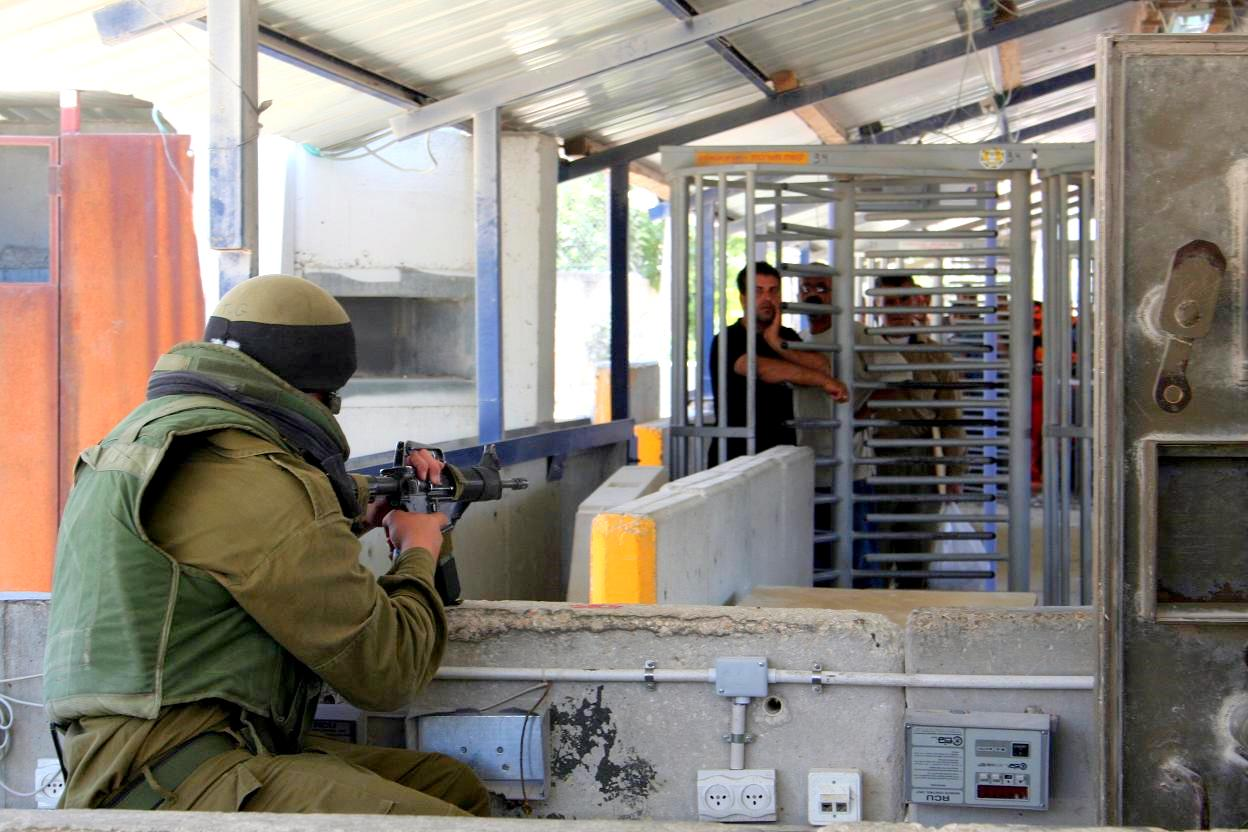
Soldat israélien face à des Palestiniens attendant au check-point d'Huwara, à l'entrée de Naplouse, le 12 juin 2006.

Huwara est sous occupation israélienne depuis 1967. Des colonies se sont implantées autour de ville, dont certaines sont réputées pour être les plus violentes de la région, comme celle d'Yitzhar. La cohabitation est difficile et des colons mènent régulièrement des raids contre Huwara avec le soutien de l'armée israélienne, détruisant des commerces, des voitures et harcelant la population. 
Le plus brutal, le 26 février 2023, est mené en représailles à l'assassinat de deux colons supposément par un Palestinien. Un Palestinien est tué et des centaines d'autres blessés. Des maisons, voitures et commerces sont incendiés par centaines. Les troupes israéliennes présentes sur les lieux n'interviennent pas pour faire cesser les violences. Yehuda Fuchs, chef de l’armée israélienne pour la Cisjordanie, qualifiera par la suite le raid des colons de « pogrom ». Au contraire, le ministre des Finances du gouvernement israélien, Bezalel Smotrich, commentant ces violences, appellera pour sa part à « anéantir » Huwara.
Le 5 octobre 2023, un Palestinien est tué par balles dans une autre attaque de colons, menée elle aussi en présence de soldats israéliens, et des magasins sont pillés. Le ministre de la sécurité nationale Itamar Ben-Gvir, chargé de la gestion des territoires palestiniens occupés par Israël, a apporté publiquement son soutien aux violences des colons : « Nos vies ont la priorité sur la liberté de mouvement (et de commerce) des Palestiniens. Nous continuerons à dire cette vérité et à travailler activement à la mettre en œuvre. »
Depuis le 7 octobre 2023 et le début de la guerre de Gaza, l'armée israélienne a instauré  couvre-feu militaire et interdit aux Palestiniens de quitter la ville. Seuls les colons israéliens ont le droit de circuler sur la route traversant la ville.